# Le Châtelet-sur-Sormonne

Le Châtelet-sur-Sormonne este o comună în departamentul Ardennes din nordul Franței. În 1 ianuarie 2022 avea o populație de 172 de locuitori.